# أوينيتة
الأوينيتة (الاسم العلمي:†Owenetta) هي جنس منقرض من نظيرات الزواحف يتبع فصيلة الأوينيتات من رتبة أشباه البركلوفونات. تم العثور على حفريات من مجموعة بوفورت في حوض كارو في جنوب أفريقيا. على الرغم من أن معظم أشباه البركلوفونات عاشت خلال العصر الترياسي إلا أن الأوينيتة كانت موجودة خلال مرحلتي والوشابنغي والشانغسنغي في فترة البرمي المتأخر وكذلك مرحلة الإندوان المبكرة من فترة الترياسي المبكر. ويمكن تمييزها عن غيرها من الأصناف ذات الصلة في أن الجزء الخلفي من السباتية تحمل الشق الجانبي وأن الثقبة الصنوبرية محاطة بسطح على الجمجمة.

## أنواع الأوينيتة
- الأوينيتة الكتشنغية